# Het omgekeerde land
Het omgekeerde land is een stripverhaal uit de reeks Suske en Wiske. Het is geschreven door Peter Van Gucht en kwam uit op 6 september 2016.

## Personages
In dit verhaal spelen de volgende personages mee:
- Suske (als Suzina), Wiske (als Wies), Lambik (als Jerom), Jerom (als Lambik), tante Sidonia, Battie (vleermuis), Zwarte Prinses (Elisa), de dwerg en de zeven Sneeuwwitjes, de boze wolf, Roodkapje, Miroir (de geest in de toverspiegel), de Prins op het Witte Paard, Didier (draak), Aartjes, heks (lid van de weightwitches[2]), Kleinduimpje (reus), Rapunzel, bediende (het witte paard)

## Locaties
Dit verhaal speelt zich af op de volgende locaties:
- Sprookjesland, Schaduwland, Winterland

## Verhaal
Suske wil met Robin naar de gamestore in de stad en Wiske is boos, omdat ze vermaakt wil worden. Ze gaat de deur uit en ziet een wegwijzer uit het avontuur De schone slaper. Ze vindt het jammer dat sprookjesland verdwenen is, anders zou ze Suske betoveren met de toverstaf van fee Lili. Dan begint een vleermuis te praten en vertelt dat hij Battie heet en dat prinses Elisa op zoek is naar gezelschap. Ook vertelt hij dat sprookjesland nog bestaat, Lili heeft het destijds alleen onzichtbaar gemaakt. Battie biedt aan Wiske naar de prinses te brengen, maar ze moet haar gsm achterlaten. Wiske ziet dat sprookjesland veranderd is, het ziet er somber uit. Ook blijkt alles anders te zijn, Wiske is Wies geworden. Iedereen keert om in het omgekeerde land en de verandering is bij alle wezens anders. Battie is van kleur verandert en Wiske is een jongen geworden. Ze gaan naar een kasteel en Wies speelt met Elisa. Ne een tijdje wil Wiske naar huis, maar Elisa waarschuwt dat je dan omkeert. Er is geen enkele garantie dat je verandert in je oude zelf. Wiske wordt naar een slaapkamer gebracht en Elisa is blij nu voor eeuwig een vriendje te hebben.
Intussen is Suske ongerust en besluit de gsm van Wiske te traceren. Samen met Lambik en Jerom gaat hij op zoek en ze vinden de gsm in een holle boomstam. De vrienden zoeken verder en komen bij een doornhaag terecht, ze horen een enorm gebrul aan de andere kant. Jerom maakt een doorgang en de vrienden komen in het omgekeerde land. Suske wordt een meisje en Jerom en Lambik veranderen in elkaar. Wiske is op zoek naar een manier om uit het kasteel te ontsnappen en neemt een daalboontje mee. Suske, Jerom en Lambik ontmoeten Sneeuwwitje. De volgende dag blijkt een van de dwergen te hebben gezien dat Battie een blonde jongen meenam naar het kasteel. Dan ontmoeten de vrienden de boze wolf, die door Roodkapje wordt achtervolgd. Wiske ontdekt een toverspiegel en hoort dat Elisa in een luchtkasteel woonde en het zonnige Sprookjesland bestuurde. Ze was begaan met de sprookjesfiguren en werd verliefd op de prins op het Witte Paard. Ze gaf haar hart, maar de prins gebruikte duistere magische krachten en verdween met het hart.
Het kasteel kantelde ondersteboven en de prinses veranderde van een gulle gever in een kille krijger. Het sprookjesland verwerd tot een schaduwland. De enige redding is de bevrijding van haar hart uit het paleis van de Prins op het Witte Paard. Dan komen Suske, Jerom en Lambik ook bij het kasteel en Elisa stuurt Didier op hen af. Lambik wil als Jerom deze draak verslaan, maar zijn droom weer drakendoder te zijn valt in duigen. Ook Jerom als Lambik kan het dier niet verslaan, omdat het lichaam niet sterk genoeg is. Suske ontkomt en valt op een kar van Aartjes, die een lading verse erwten naar het paleis brengt. Jerom en Wiske worden in het paleis opgesloten en Lambik komt bij een peperkoekhuisje van rauwkost terecht. Suske ontmoet de reus Kleinduimpje  en hij wijst het pad naar het kasteel van de Prins op het Witte Paard en op deze manier komt Suske in Winterland terecht. Hier ontdekt hij het ijskasteel en wordt binnengelaten. De Prins probeert al snel het hart van Suske te veroveren. Jerom en Wiske ontsnappen uit de kerker en Wiske gebruikt haar daalboon van Jaak met de bonenstaak. Er begint al snel een bonenstaak naar beneden te groeien en op deze manier komen de vrienden weer in Sprookjesland terecht.
Suske ontdekt ijsbloemen met ontelbare harten in een kamer en probeert ze te bevrijden, maar wordt dan door een plant opgegeten. De bediende verandert in het witte paard en achtervolgt Suske. De prinses heeft inmiddels door dat Jerom en Wiske zijn ontsnapt en ze volgt hen op Didier. Ze kunnen de prinses afschudden en ontmoeten dan Rapunzel, die kaal geworden is sinds de grote ommekeer. Suske wordt naar de prins gebracht en hij stelt voor een spel hartenjagen te spelen. Als Suske wint, krijgt hij het hart van Elise. Als Suske verliest moet hij zijn hart afstaan aan de prins. De prins en Suske krijgen beide een hartpoen en degene die als eerste een pijl door het hart van de ander schiet, heeft gewonnen. Wiske voorkomt dat Suske in het hart geschoten wordt, maar wordt zelf geraakt en haar hart vliegt naar de prins. Hij heeft echter niks aan een jongenshart. Suske houdt het hart van Wiske vast en hierdoor blijkt hij niet geraakt te kunnen worden. 
Het ijs smelt in Sprookjesland en de lente breekt aan. Elisa ziet Suske en Wiske en wil hen vernietigen, maar krijgt dan net haar hart terug. Heel Sprookjesland en de inwoners veranderen terug en de prins bekent dat hij zich egoïstisch heeft gedragen. Hij wilde een coole prins zijn, maar bevroor helemaal. Elisa vertelt dat hij toch nog steeds de ware voor haar is. Ze trouwen en nemen hun intrek in het kasteel, dat nu een schitterend luchtkasteel geworden is. 
Als de vrienden terugkomen, blijkt toch niet alles normaal te zijn. Lambik wil de spieren van Jerom terug en traint in de sportschool en Jerom blijkt een bierliefhebber geworden te zijn. Wiske reageert niet jaloers als Suske vertelt dat hij weer heeft afgesproken met Robin, maar ontdekt dan dat het een meisje is. Ze gaat verdrietig naar haar kamer, maar dan komt Robin naar haar toe en vraagt of ze met Suske en haar meegaat naar de film.